# Кэмпбелл, Рой
Рой Ке́мпбелл или Кэмпбелл (англ. Roy Campbell; 2 октября 1901, Дурбан — 22 апреля 1957, Сетубал), полное имя Игнатиус Ройстон Данначи Кемпбелл (англ. Ignatius Royston Dunnachie Campbell) — южноафриканский поэт и переводчик, писал на английском языке.

## Биография
Сын врача. В 1918 году приехал в Великобританию поступать в Оксфорд, но провалился на вступительном экзамене, однако домой не вернулся. Вел богемную жизнь, писал стихи, в которых чувствовалось влияние Верлена и Томаса Элиота. Познакомился с Элиотом, семейством Ситуэлл, Уиндемом Льюисом. Начал пить (алкоголиком он был всю жизнь). В 1921 году женился, в семье родились две дочери.
В 1925 году вернулся в Южную Африку. Выпускал журнал Voorslag («Удар бича»), однако в слишком радикальных взглядах разошёлся с другими членами редколлегии. Писал сатирические стихи. В 1927 году вновь уехал в Великобританию. Поссорился с блумсберийцами, написал против них сатирическую поэту «Георгиада» (1931). Стал склоняться в сторону фашизма, выражал антисемитские взгляды. С начала тридцатых годов жил на юге Франции. Сблизился с католицизмом, в 1935 году, уже в Испании, официально обратился.
В период гражданской войны был на стороне франкистов, рассматривая свою позицию как противостояние атеистам и коммунистам (позднее он не принял гитлеризм именно за его антихристианство). Эпизод из его испанской жизни воспроизводит в своей автобиографической книге «Однажды утром» Лори Ли, встретивший его в Толедо.
В годы Второй мировой войны Кемпбелл был на стороне союзников, воевал добровольцем в рядах британской армии. Познакомился с Диланом Томасом. По инвалидности был уволен из армии в 1944. Работал на Би-Би-Си. Познакомился с К. С. Льюисом, который не принял его взглядов, и Толкином, с которым подружился.
С 1952 году жил в Португалии. Погиб в автомобильной катастрофе.

## Творчество
По общему признанию, включая тех, кто, как близкий к «левым» Стивен Спендер, целиком не принимал идейных и общественных позиций Кэмпбелла, он — крупнейший англоязычный поэт межвоенных десятилетий. Его стихи высоко ценили Т. С. Элиот и Д. Томас.
Переводил стихи Сан-Хуана де ла Крус, Бодлера, Лорки.

## Книги
- The Flaming Terrapin (1924)
- The Wayzgoose: A South African Satire (1928)
- Adamastor (1930, поэма)
- Poems (1930)
- The Gum Trees (1931)
- The Georgiad — A Satirical Fantasy in Verse (1931)
- Taurine Provence (1932)
- Pomegranates (1932)
- Burns (1932)
- Flowering Reeds (1933)
- Broken Record (1934, первый том автобиографии)
- Mithraic Emblems (1936)
- Flowering Rifle: A Poem from the Battlefield of Spain (1936, поэма о Гражданской войне в Испании)
- Songs of the mistral (1938)
- Talking Bronco (1939)
- Light on a Dark Horse (1952, второй том автобиографии)
- Lorca (1952)
- Nativity (1954)
- Portugal (1957)
- Wyndham Lewis (1985)